# Idalus irrupta
Idalus irrupta är en fjärilsart som beskrevs av William Schaus 1905. Idalus irrupta ingår i släktet Idalus och familjen björnspinnare. Inga underarter finns listade i Catalogue of Life.